# Derrière la porte (court métrage)
Pour les articles homonymes, voir Derrière la porte.
 (janvier 2021).
La mise en forme du texte ne suit pas les recommandations de Wikipédia : il faut le « wikifier ».
Les points d'amélioration suivants sont les cas les plus fréquents :
- Les titres sont pré-formatés par le logiciel. Ils ne sont ni en capitales, ni en gras.
- Le texte ne doit pas être écrit en capitales (les noms de famille non plus), ni en gras, ni en italique, ni en « petit »…
- Le gras n'est utilisé que pour surligner le titre de l'article dans l'introduction, une seule fois.
- L'italique est rarement utilisé : mots en langue étrangère, titres d'œuvres, noms de bateaux, etc.
- Les citations ne sont pas en italique mais en corps de texte normal. Elles sont entourées par des guillemets français : « et ».
- Les listes à puces sont à éviter, des paragraphes rédigés étant largement préférés. Les tableaux sont à réserver à la présentation de données structurées (résultats, etc.).
- Les appels de note de bas de page (petits chiffres en exposant, introduits par l'outil «  Source ») sont à placer entre la fin de phrase et le point final[comme ça].
- Les liens internes (vers d'autres articles de Wikipédia) sont à choisir avec parcimonie. Créez des liens vers des articles approfondissant le sujet. Les termes génériques sans rapport avec le sujet sont à éviter, ainsi que les répétitions de liens vers un même terme.
- Les liens externes sont à placer uniquement dans une section « Liens externes », à la fin de l'article. Ces liens sont à choisir avec parcimonie suivant les règles définies. Si un lien sert de source à l'article, son insertion dans le texte est à faire par les notes de bas de page.
- La présentation des références doit suivre les conventions bibliographiques. Il est recommandé d'utiliser les modèles {{Ouvrage}}, {{Chapitre}}, {{Article}}, {{Lien web}} et/ou {{Bibliographie}}. Le mode d'édition visuel peut mettre en forme automatiquement les références.
- Insérer une infobox (cadre d'informations à droite) n'est pas obligatoire pour parachever la mise en page.

Pour une aide détaillée, merci de consulter Aide:Wikification.
Si vous pensez que ces points ont été résolus, vous pouvez retirer ce bandeau et améliorer la mise en forme d'un autre article.
 (janvier 2021).
Pour plus de détails, voir Fiche technique et Distribution.
Derrière la porte est un court métrage français réalisé par Julien Pestel et sorti en 2020.

## Synopsis
À l’approche des fêtes de fin d’année, un groupe d'amis passe le week-end dans une maison à la campagne. Parmi eux, Lukas, jeune chanteur populaire venu accompagné de Chloé, sa petite amie non officielle qui va vite susciter la curiosité des autres. La soirée est festive et décontractée, mais, au petit matin, la joie des retrouvailles amicales va rapidement basculer. La nuit porte son lot de secrets.

## Fiche technique
- Titre : Derrière la porte
- Réalisation : Julien Pestel
- Scénario : Marion Creusvaux, Julien Pestel
- Production : Wattson
- Image : Baptiste Nicolaï
- Musique : Laurent Courbier
- Montage : Vincent Laurin
- Durée : 20 minutes
- Date de sortie : 25 novembre 2020

## Distribution
- Marion Creusvaux : Mathilde
- Yaniss Lespert : Jérémy
- Julien Pestel : Lukas
- Camille Claris : Chloé
- Arthur Pillu-Perier : Baptiste
- Julien Ratel : Jean-Mi
- Clément Naslin : Manu

## Accueil
Le film est soutenu par la commission CNC Talents du Centre national du cinéma et de l'image animée. Mis en ligne le 25 novembre, date symbolique de la Journée internationale pour l'élimination de la violence à l'égard des femmes, ce film, inspiré d'une histoire vraie, Derrière la Porte sonne l'alerte sur les violences conjugales. Il pose un dilemme qui devrait parler à n'importe qui : que feriez-vous si votre meilleur ami était un agresseur? Le film fait preuve d'un "réalisme froid, implacable. Car une fois les faits révélés, c’est tout un système d’invisibilisation des violences conjugales que le film met au jour, aussi bien du côté des proches de la victime que de la police et des institutions médiatiques".
Le film cumule 500 000 visionnages deux mois après sa mise en ligne.

## Festivals
- Off-Courts Trouville 2020 - Sélection officielle - Hors Compétition
- Amnesty International France Festival Cinéma et Droits Humains 2020 - Sélection officielle
- Linz International Short Film Festival 2020 - Sélection officielle
- AFIN International Film Festival 2020 - Sélection officielle
- Orlando Film Festival 2020 - Sélection officielle
- Oniros Film Awards 2020 - Sélection officielle
- Syracuse International Film Festival 2020 - Sélection officielle
- Filmoramax 2020 - Sélection officielle - Hors Compétition
- Festival international du court métrage de Clermont-Ferrand - Marché du film